# Aristolochia zhongdianensis
Aristolochia zhongdianensis là một loài thực vật có hoa trong họ Aristolochiaceae. Loài này được J.S.Ma mô tả khoa học đầu tiên năm 1989.